# Rhytidanthera splendida
Rhytidanthera splendida är en tvåhjärtbladig växtart som först beskrevs av Jules Émile Planchon, och fick sitt nu gällande namn av Van Tiegh.. Rhytidanthera splendida ingår i släktet Rhytidanthera och familjen Ochnaceae. Inga underarter finns listade i Catalogue of Life.